# María José Hoffmann
María José Hoffmann Opazo (Santiago, 28 de dezembro de 1976) é uma administradora pública e política chilena, membro da União Democrática Independente (UDI), partido do qual é secretária-geral desde dezembro de 2020. Atualmente é deputado da República pelo distrito nº 7.
Filha de Fernando Hoffmann Álamos e María Eugenia Opazo Villaseca. Seu pai era segundo-tenente do exército e, em 1974, recebeu treinamento da Escola das Américas.
Ela é casada com Gonzalo Müller, advogado e analista político, que esteve envolvido no Caso SQM, além de ter sido assessora do Município de Las Condes durante a prefeitura de Joaquín Lavín. Juntos, eles têm três filhos , Matías, Clarita e Diego.
Estudou no People Help People College da comuna de Santo Domingo, graduando-se em 1995. Posteriormente, ingressou na Universidade Central do Chile onde se formou em Ciências Políticas e Administrativas, em 1999, após a apresentação da tese do Sistema Eleitoral: duas realidades para o Chile. Entre março de 2000 em Londres e agosto de 2001 em Connecticut (EUA), fez um curso de liderança política ditado pela International Youth Democratic Union. Entre 2002 e 2003, fez o Mestrado em Ação Política e Participação do Cidadão no Estado de Direito na Universidade Francisco de Vitoria, na Espanha, selecionada para a bolsa da Fundação Carolina. Posteriormente, entre 2006 e 2007, concluiu o mestrado em Políticas Públicas na Universidad del Desarrollo.